# Elajofor
Elajofory (ang. elaiophores) – organy gruczołowe zlokalizowane w kwiatach niektórych roślin, wydzielające oleje, służące do zwabiania owadów, dokonujących zapylania.  
Elajofory mogą być obecne na części doosiowej listków okwiatu, działek kielicha lub płatków korony, na powierzchni warżki, wzdłuż zrośniętych nitek pręcików, a także na kalusie.
Olej może być produkowany przez elajofory składające się z zestawu włosków wydzielniczych (elajofory typu trichomowego) lub z nabłonka wydzielniczego i gromadzone pod kutykulą (elajofory typu epitelialnego). 
Oleje składają się z kwasów tłuszczowych i/lub glicerydów, ale mogą zawierać również inne składniki, jak aldehydy, aminokwasy, węglowodany, karotenoidy, węglowodory, ketony, związki fenolowe, saponiny i terpeny.
Elajofory obecne są u niektórych gatunków roślin z rodzin kosaćcowatych (np. w rodzaju Alophia, Cypella, Ennealophus, miecznica, Tritoniopsis, Trimezia), storczykowatych (np. w rodzaju Corycium, Cyrtochilum, Disperis, Gomesa, Oncidium, Pterygodium, Sigmatostalix), dyniowatych (np. Indofevillea, przepękla, ziemniaczka), pierwiosnkowatych (tojeść), Calceolariaceae (pantofelnik), babkowatych (Angelonia, Mecardonia, Monttea), bobowatych (brezylka, Hoffmannseggia),  trędownikowatych (np. Alonsoa, Diascia), Stilbaceae (u Bowkeria verticillata), malpigiowatych (większość rodzajów neotropikalnych, np. Acmanthera, Baniseriopsis, malpigia), psiankowatych (Nierembergia) i Krameriaceae (Krameria).
Oleje zbierane są przez samice pszczół należących do kilku rodzajów z rodziny spójnicowatych, podrodzina Melittinae (rodzaje Macropis i Rediviva) i  z rodziny pszczołowatych, podrodziny Centridini (rodzaje Centris, Ptilotopus, Epicharis), Ctenoplectrini (rodzaj Ctenoplectra), Tapinotaspidini (np. Tapinotaspis), Tetrapediini i pszczół właściwych (rodzaje Trigona i Melipona).
Pszczoły z podrodziny Ctenoplectrini mają na brzusznej części tułowia lub na przednich i środkowych odnóżach wyspecjalizowane struktury zbierające olej, takie jak opuszki lub grzebienie. Pszczoły odwiedzające elajofory trichomowe na ogół mają opuszki, a pszczoły odwiedzające elajofory epitelialne mają grzebienie przypominające szczoteczkę. 
Pszczoły wykorzystują olej, czasem zmieszany z pyłkiem, do karmienia larw oraz budowy i uszczelniania gniazd. 